# Ranunculus seguieri
Ranunculus seguieri Vill. – gatunek rośliny z rodziny jaskrowatych (Ranunculaceae Juss.). Występuje naturalnie w Pirenejach, Alpach, Apeninach oraz na Bałkanach.

## Rozmieszczenie geograficzne
Rośnie naturalnie w Pirenejach, Alpach Apeninach oraz na Bałkanach. We Francji został zaobserwowany w departamentach Ain i Alpy Nadmorskie, a według niektórych źródeł także w departamentach Alpy Górnej Prowansji, Alpy Wysokie, Drôme, Isère oraz Vaucluse. W Szwajcarii został zarejestrowany tylko w paśmie Schweizer Voralpen, w pobliżu szczytu Brienzer Rothorn. We Włoszech rośnie w regionach Abruzja, Dolina Aosty, Friuli-Wenecja Julijska, Liguria, Lombardia, Marche, Molise, Piemont, Trydent-Górna Adyga, Umbria oraz Wenecja Euganejska. POnadto spotykany jest jeszcze na terenie takich państw jak Hiszpania, Austria, Słowenia, Chorwacja, Bośnia i Hercegowina, Czarnogóra, Serbia oraz Macedonia.

## Morfologia
PokrójNiska Bylina dorastająca do 5–15 cm wysokości. Pędy są czasami owłosione w górnych partiach rośliny. Korzenie są włókniste.
LiścieLiście odziomkowe są 3- lub 5-klapowane. Każda klapka jest złożona z wąskich segmentów o ostrym wierzchołku. Są owłosione od spodu. Osadzone są na długich ogonkach liściowych. Liście łodygowe są mniejsze.
KwiatySą pojedyncze lub zebrane w pary. Mają białą barwę. Dorastają do 20–25 mm średnicy. Działki kielicha są nagie lub czasami owłosione na wierzchołku. Płatki są lekko wcięte i mają odwrotnie owalny kształt. Dno kwiatowe jest owłosione. Są podobne do kwiatów jaskra alpejskiego (R. alpestris).
OwoceOwłosione niełupki.
Gatunki podobneRoślina jest podobne do gatunku B. glacialis, ale ma nagie działki kielicha.

## Biologia i ekologia
Rośnie na wilgotnych łąkach, terenach skalistych i wapiennych piargach. Występuje na wysokości od 1800 do 2400 m n.p.m. Kwitnie od czerwca do lipca. Jest rośliną trującą – zawierają protoanemoninę.

## Zmienność
W obrębie tego gatunku oprócz podgatunku nominatywnego wyróżniono jeden podgatunek:
- Ranunculus seguieri subsp. montenegrinus (Halácsy) Tutin

## Ochrona
W szwajcarskiej Czerwonej księdze gatunków zagrożonych został zaliczony do kategorii gatunków zagrożonych (Endangered – EN).